# Stortjärnen (Jörns socken, Västerbotten, 723132-169755)
Stortjärnen är en sjö i Skellefteå kommun i Västerbotten och ingår i Skellefteälvens huvudavrinningsområde.